# Toronto, South Dakota
Toronto är en ort i Deuel County i delstaten South Dakota, USA.